# Стависки (гмина)
Стависки (пол. Stawiski) — городско-сельская гмина (волость) в Польше, входит как административная единица в Кольненский повет, Подляское воеводство. Население — 6540 человек (на 2011 год).

## Демография
Данные по переписи 2011 года:
| Перепись            | Всего | Мужчины | Женщины |
| ------------------- | ----- | ------- | ------- |
| Всего               | 6540  | 3270    | 3270    |
| Городское население | 0     | 0       | 0       |
| Сельское население  | 6540  | 3270    | 3270    |

## Поселения
1. Бажиково
2. Буды-Порыцке
3. Буды-Стависке
4. Будзиски
5. Цедры
6. Хмелево
7. Цвалины
8. Домброва
9. Дзежбя
10. Дзенгеле
11. Грабувек
12. Хиполитово
13. Игнацево
14. Евилин
15. Южец-Шляхецки
16. Южец-Влосчаньски
17. Карвово
18. Кучины
19. Лисы
20. Лоевек
21. Михны
22. Мечки-Сухолящки
23. Мешолки
24. Порыте-Мале
25. Порыте
26. Порыте-Влосчаньске
27. Рамоты
28. Рогале
29. Романы
30. Ростки
31. Скрода-Мала
32. Соколы
33. Стависки
34. Тафилы
35. Вильчево
36. Высоке-Дуже
37. Высоке-Мале
38. Забеле
39. Заборово
40. Залесе
41. Желязки

## Соседние гмины
1. Гмина Грабово
2. Гмина Едвабне
3. Гмина Кольно
4. Гмина Малы-Плоцк
5. Гмина Пёнтница
6. Гмина Пшитулы